# Schmalensee (Adelsgeschlecht)

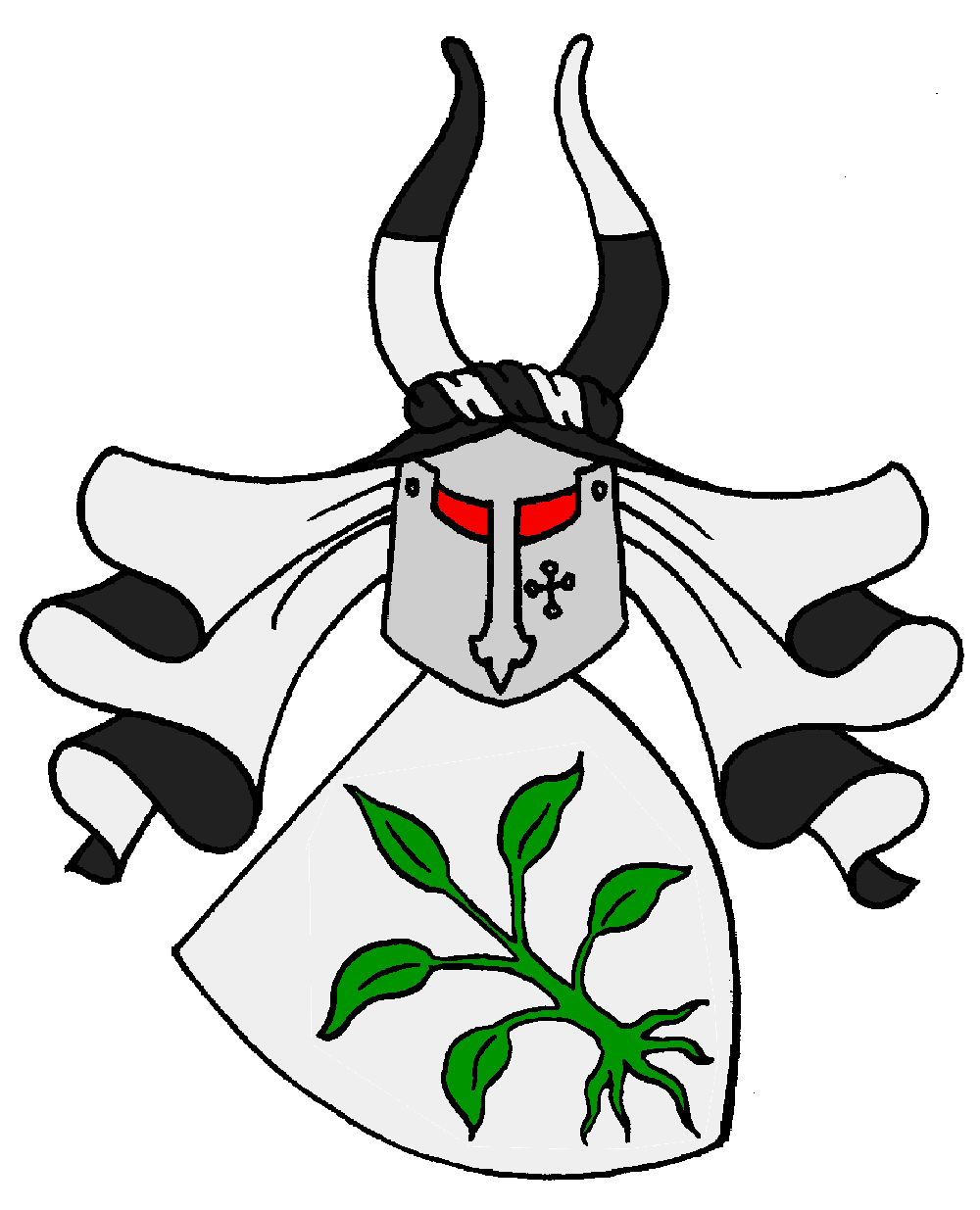
Wappen derer von Schmalensee

Schmalensee ist der Name eines pommerschen Adelsgeschlechts.

## Geschichte
Das Geschlecht gehört zum pommerschen Uradel. In einem Verzeichnis der festländischen Vasallen des rügischen Fürsten Wizlaw III. wird die Familie mit Smalenze 1320/1325 zuerst urkundlich genannt. Die Stammreihe beginnt mit Bartel Schmalensee auf Dönnie, Zetelvitz und Anteil Boltenhagen, welcher in den Jahren 1381–1416 urkundlich genannt wurde.
Im 18. Jahrhundert standen mehrere Söhne als Offiziere in schwedischen Militärdiensten. Einzelne Söhne dienten um 1800 auch in der niederländischen und dänischen Armee. Zu Beginn des 19. Jahrhunderts traten einzelne Glieder der Familie in mecklenburgische Dienste. Schließlich stellte die Familie auch mehrfach Offiziere der preußischen Armee und konnte sich nach Ostpreußen und Schweden ausbreiten.

## Wappen
Blasonierung: In Silber ein entwurzeltes Bäumchen mit fünf (oben eins, je zwei zur Seite) grünen Blättern. Auf dem Helm mit schwarz-silbernen Decken zwei von Schwarz und Silber übereck geteilte Büffelhörner.
Abweichend findet sich bei Johann Siebmacher auch eine Wappendarstellung mit abweichender Tingierung der Helmzier: Die Büffelhörner rechts blau-silbern und links rot-silbern geteilt. Die Helmdecken sind rechts rot-silbern und links blau-silbern.

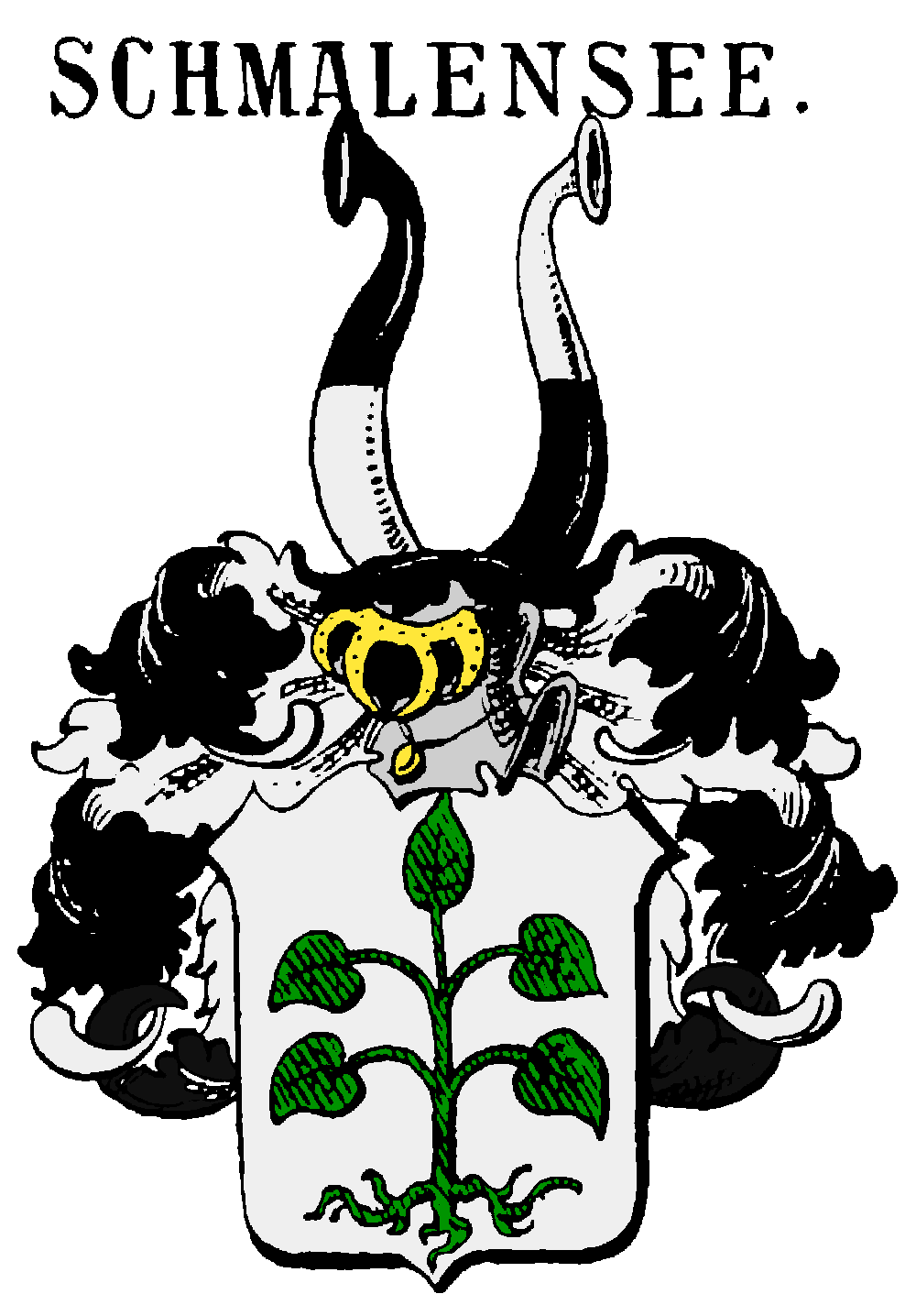
Wappen derer von Schmalensee bei Johann Siebmacher
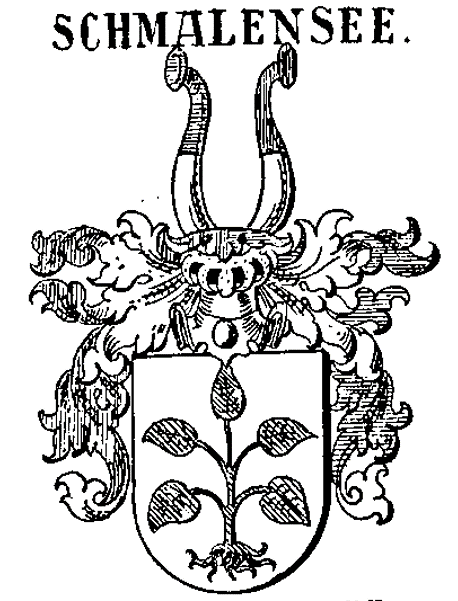
Wappen bei Johann Siebmacher mit abweichender Tingierung der Helmzier

## Angehörige

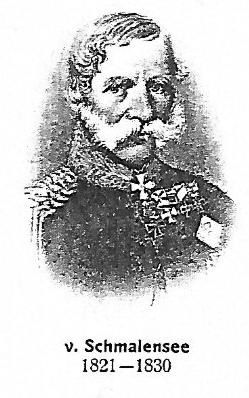
Ludwig von Schmalensee, Oberst und Kommandeur des Infanterie-Regiment Nr. 15

- Gregorius Friedrich von Schmalensee (1720–1783), preußischer Landrat
- Jürgen Adolf von Schmalensee (1733–1797), mecklenburg-strelitzscher Oberhofmeister und Mundschnek
- Cord Friedrich von Schmalensee (um 1733–1813), mecklenburg-strelitzscher Landdrost
- Ludwig Dietrich Karl von Schmalensee (1762–1826), preußischer Generalmajor
- Dietrich Karl Ludwig von Schmalensee (1768–1857), preußischer Generalleutnant
- Adolf Friedrich von Schmalensee, (1770–1826), mecklenburg-strelitzscher Oberkammerherr
- Wilhelm Otto Philipp von Schmalensee (1774– nach 1836), dänischer Generalmajor
- Kurt von Schmalensee (1896–1972), schwedischer Architekt
- Artur von Schmalensee (1900–1972), schwedischer Architekt
- Elsa Törnblom von Schmalensee (* 2001), schwedische Fußballerin[4]